# Canham Glacier
Canham Glacier är en glaciär i Antarktis. Den ligger i Östantarktis. Nya Zeeland gör anspråk på området. Canham Glacier ligger 861 meter över havet.
Terrängen runt Canham Glacier är varierad. Trakten är obefolkad. Det finns inga samhällen i närheten.